# Salix bicolor
Espèce
Classification phylogénétique

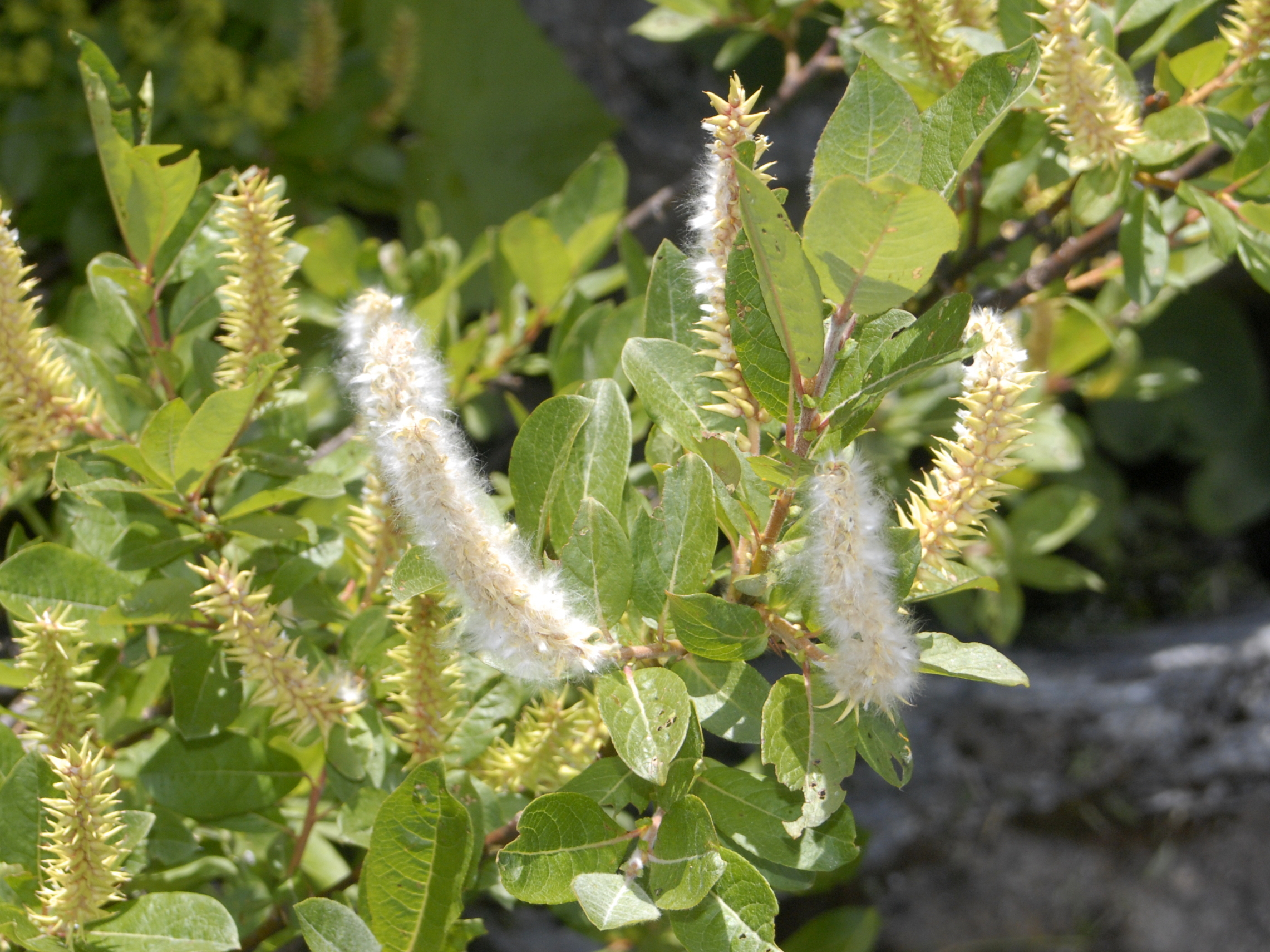
Saule à deux couleurs, au Jardin botanique alpin Chanousia.

Salix bicolor, le saule à deux couleurs, est une espèce de plantes à fleurs de la famille des Salicaceae. C'est un saule de montagne trouvé en Europe.

## Synonymes
- Salix schraderiana Willd.
- Salix weigeliana Willd.
- Salix weigoliana Willd.

## Description
Salix bicolor atteint généralement 30 à 50 cm de haut. La plante prend la forme d'un large buisson mais peut aussi ressembler à un arbre multi-branches de 4 mètres de haut. Les branches sont glabres, brun-rouge ou de couleur noisette.
Les feuilles sont vert-jaune, glabres, elliptiques ou lancéolées, à l'apex pointu, sombres sur le dessus, blanches dessous. Elles font 5 à 8 cm de long et de 2 à 3 cm de large. 
Les chatons apparaissent au début du printemps, avant les feuilles. Ils mesurent 3 × 1 cm, sur de  longs pédoncules, avec des bractées lancéolées. Comme tous les saules, cette espèce est dioïque, les fleurs s'épanouissant de mai à juin.

## Distribution
L'espèce est présente dans les montagnes d'Europe du Sud.

## Habitat
La plante se trouve près des cours d'eau, dans les prairies subalpines, entre 1 650  et   2 350 m d'altitude.

## Stautut de protection
En France, la plante est protégée en Alsace, en Auvergne et en Midi-Pyrénées.